# Marianów (powiat rawski)
Marianów – wieś w Polsce położona w województwie łódzkim, w powiecie rawskim, w gminie Biała Rawska.
Wieś została założona dla 6 osadników niemieckich 18 listopada 1825 przez właściciela dóbr Żurawka Bogumiła Liscickiego.
Na terenie wsi znajdują się pozostałości po cmentarzu ewangelickim z XIX–XX wieku.
Do 1954 istniała gmina Marianów. W latach 1975–1998 miejscowość należała administracyjnie do województwa skierniewickiego.